# FULL MOON (HIROOMI TOSAKAのアルバム)
『FULL MOON』（フルムーン）は、三代目 J Soul Brothers from EXILE TRIBEのボーカル、HIROOMI TOSAKA（登坂広臣）の1枚目のコンプリート・アルバム、オリジナル・アルバムである。2018年8月8日にrhythm zoneから発売された。

## 概要
- 三代目 J Soul Brothers from EXILE TRIBEのボーカル、登坂広臣のソロ・プロジェクト。
- 三代目 J Soul Brothersの7枚目のオリジナル・アルバム「FUTURE DISC-3」に収録された楽曲に加えて、新曲8曲&映像コンテンツも追加。
- 「CD+DVD」「CD+BD」の初回生産限定盤には、ソロ・プロジェクトに完全密着し、日本・Los Angelesなど各地で撮り下ろした写真や、ミュージックビデオのBEHIND THE SCENES＆最新ビジュアルを含む、全200ページのスペシャル・フォトブック付き。

## 収録曲

### CD
1. INTRO 〜WAKE THE MOON〜 (1:49)
  - 作曲：Oliver Rosa
2. FULL MOON (3:40)
  - 作詞：HIROOMI TOSAKA, SUNNY BOY, kouta okochi、作曲：SUNNY BOY
    - ロート製薬「ロート Z! PRO」CMソング / 洋服の青山「スーツ&コート 落ち葉」篇CMソング
3. WASTED LOVE (3:28)
  - 作詞：Fais, HIROOMI TOSAKA, kouta okochi、作曲：Afrojack, Oliver Rosa, SHIKATA
4. LUXE / HIROOMI TOSAKA feat. CRAZYBOY (3:32)
  - 作詞：Fais, HIROOMI TOSAKA, CRAZYBOY, YVES&ADAMS、作曲：Afrojack, Oliver Rosa
5. EGO (3:56)
  - 作詞：YVES&ADAMS、作曲：YVES&ADAMS
6. One Last Time feat. BENI (3:48)
  - 作詞：SUNNY BOY, BENI, HIROOMI TOSAKA、作曲：SUNNY BOY
7. Not For Me (3:22)
  - 作詞：HIROOMI TOSAKA, kouta okochi、作曲：THE CHARM PARK
8. DIAMOND SUNSET (3:27)
  - 作詞：Fais, HIROOMI TOSAKA, kouta okochi、作曲：Afrojack, Oliver Rosa, FAST LANE
9. With You (4:33)
  - 作詞：HIROOMI TOSAKA, kouta okochi、作曲：ERIK LIDBOM
10. HEY / HIROOMI TOSAKA feat. Afrojack (3:50)
  - 作詞：Fais, VERBAL, YVES & ADAMS、作曲：Afrojack, Fais
11. Smile Moon Night (3:09)
  - 作詞：渡邉シェフ、作曲：Afrojack
12. HEART of GOLD (4:03)
  - 作詞：michico、作曲：T.Kura, michico、編曲：T.Kura
13. END of LINE (4:25)
  - 作詞：HIROOMI TOSAKA, kouta okochi、作曲：Afrojack, Fais, YVES&ADAMS
14. OUTRO 〜ÉCLIPSE DE LUNE〜 (2:17)
  - 作詞：TOMA、作曲：Lucas Valentine

### DVD/Blu-ray
1. FULL MOON
2. WASTED LOVE
3. LUXE
4. DIAMOND SUNSET
5. END of LINE
6. WASTED LOVE LIVE Performance Ver.
7. DIAMOND SUNSET 〜the LA movement〜
8. BEHIND THE SCENES